# Setipinna brevifilis
Setipinna brevifilis is een straalvinnige vis uit de familie van ansjovissen (Engraulidae) en behoort derhalve tot de orde van haringachtigen (Clupeiformes). De vis kan een lengte bereiken van 26 cm. 

## Leefomgeving
Setipinna brevifilis is een zoetwatervis. De vis prefereert een subtropisch klimaat. Het verspreidingsgebied beperkt zich tot Azië.

## Relatie tot de mens
In de hengelsport wordt er weinig op de vis gejaagd. 